# Єльцовський район
Єльцо́вський район (рос. Ельцовский район) — район у складі Алтайського краю Російської Федерації.
Адміністративний центр — село Єльцовка.

## Історія
Район утворений 1924 року.

## Населення
Населення — 6049 осіб (2019; 6339 в 2010, 7923 у 2002).

## Адміністративний поділ
Район адміністративно поділяється на 6 сільських поселень (сільрад):
| Поселення                    | Площа, км² | Населення, осіб (2002) | Населення, осіб (2010) | Населення, осіб (2019) | Центр       | Населені пункти |
| ---------------------------- | ---------- | ---------------------- | ---------------------- | ---------------------- | ----------- | --------------- |
| Верх-Ненинська сільська рада | 372,34     | 407                    | 284                    | 169                    | Верх-Неня   | 2               |
| Єльцовська сільська рада     | 196,27     | 3337                   | 2861                   | 2915                   | Єльцовка    | 1               |
| Мартиновська сільська рада   | 236,15     | 1794                   | 1403                   | 1315                   | Мартиново   | 3               |
| Новокаменська сільська рада  | 268,17     | 598                    | 425                    | 342                    | Новокаменка | 1               |
| Пуштулімська сільська рада   | 963,37     | 1307                   | 1018                   | 984                    | Пуштулім    | 9               |
| Черемшанська сільська рада   | 128,88     | 480                    | 348                    | 324                    | Черемшанка  | 1               |

- 2011 року ліквідована Послідниковська сільська рада, територія увійшла до складу Пуштулімської сільради[4].

## Найбільші населені пункти
Нижче подано список населених пунктів з чисельністю населенням понад 1000 осіб:
| № | Населений пункт | Населення, осіб (2002) | Населення, осіб (2010) |
| - | --------------- | ---------------------- | ---------------------- |
| 1 | Єльцовка        | 3337                   | 2861                   |
| 2 | Мартиново       | 1605                   | 1290                   |